# アンナ・フロイト
アンナ・フロイト（英語: Anna Freud, 1895年12月3日 - 1982年10月9日）は、精神分析の創始者・ジークムント・フロイトの娘で、イギリスの精神分析家。児童精神分析の開拓者。
ウィーン生まれ。ウィーンのコッタージ・リセウム（Cottage Lyceum）に学ぶ。1914年にイギリスに渡り、戻って自分が学んだリセで教鞭をとる。1918年、父から精神分析を学び、その道に入る。最初の論文は、1922年発表。1923年から精神分析家としての実践を開始。 同年、父ジークムントが癌である事が判明、以来雑務に支障を来たすようになった父親に代わり、国際精神分析学会の事務局長、ウィーン精神分析訓練研究所の所長などを引き受ける。
1939年、父親が死去してからは、ますます児童心理学に専念した。メラニー・クラインとの研究上の意見の相違からイギリスの精神分析学会で論争を引き起こす。その間にも弟子（たとえば、エリク・エリクソンなど）を多数育て、戦争が子ども達に与えた影響なども調査した。特に、幼児の防衛機制についての研究が名高い。
彼女の死後、彼女の住んだ家 20 Maresfield Gardens, Hampstead は、父フロイトの亡くなった家でもあることから、フロイト博物館になっている。もちろん、彼女の書斎もそこにある。

## 参考書籍
- 『自我と防衛』 誠信書房